# Tmux
tmux je terminálový multiplexor pro unixové a Unixu podobné operační systémy. Jedná se tedy o aplikaci umožňující spustit několik pseudoterminálů v jednom terminálu či emulátoru terminálu. Svými vlastnostmi vychází ze staršího multiplexoru GNU Screen a pro oba dva existuje společná konfigurační a ovládací nadstavba Byobu. Ovládací rozhraní samotného tmuxu se od Screenu ale odlišuje – například jsou přednastaveny jiné klávesové zkratky.
První verze tmuxu vyšla v listopadu 2007, je naprogramován v C a dostupný pod licencí ISC, jedná se tedy o svobodný software.